# Sint-Franciscus Xaveriusziekenhuis

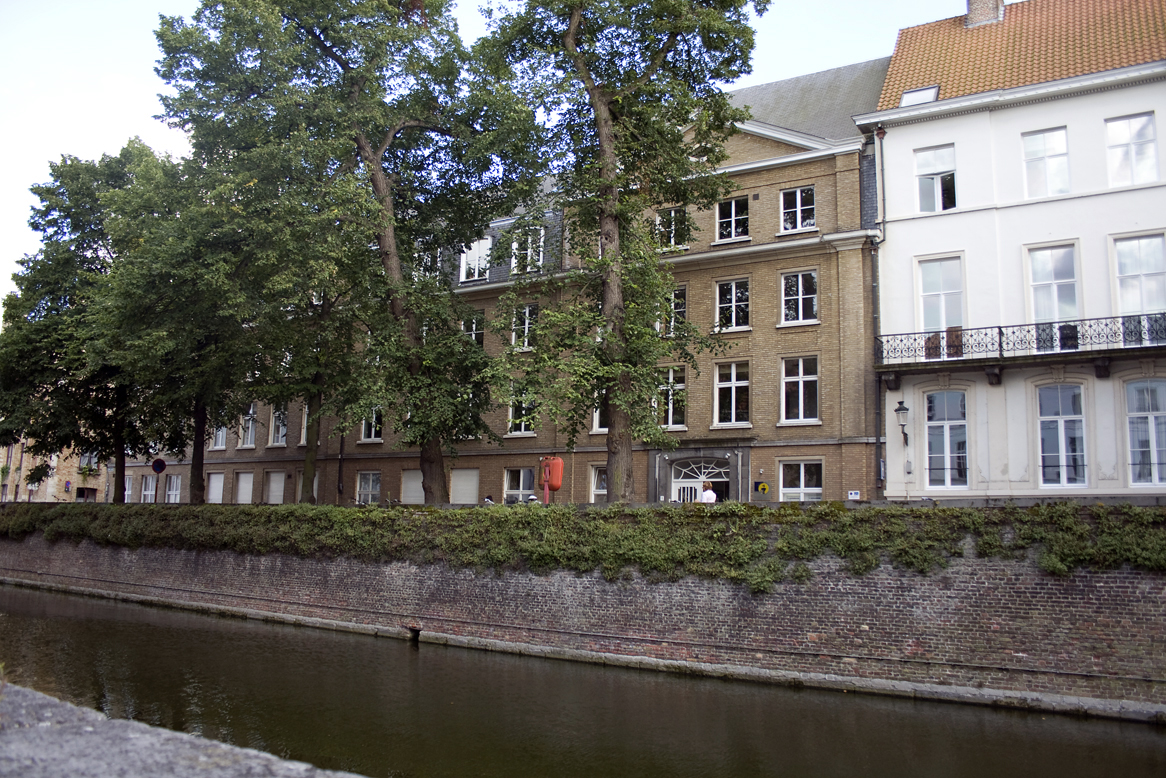
De voorgevel van het Sint-Franciscus Xaveriusziekenhuis aan de Spaanse Loskaai.

Het Sint-Franciscus Xaveriusziekenhuis is een - van oorsprong katholiek - ziekenhuis in het centrum van de Belgische stad Brugge. Het is gevestigd aan de Spaanse Loskaai en het Oosterlingenplein. Sinds 2000 is het Sint-Franciscus Xaveriusziekenhuis gefusioneerd met het AZ Sint-Jan.

## Zwartzusters
Vanaf 1361 deden de Zwartzusters aan thuisverzorging voor zieke en hulpbehoevende mensen. Tijdens de Franse bezetting werden de Zwartzusters gedwongen hun vroegere klooster in Groeninge te verlaten; de gebouwen werden er gesloopt. In 1807 keerden ze echter terug naar Brugge en kochten een pand aan de Woensdagmarkt. Door aankoop van aanpalende huizen werd hun eigendom uitgebreid tot de Spanjaardstraat, Spaanse Loskaai en het Oosterlingenplein.
Het was de algemene overste Constance Foulon die in 1926 besliste om een gedeelte van het bestaande klooster om te bouwen tot een ziekenhuis, onder de bescherming van de Heilige Franciscus Xaverius.
In periode 1980-1985 werden verbouwingswerken uitgevoerd waarbij rekening werd gehouden met de bestaande historische gebouwen. Op die manier konden het Huis de la Torre en andere waardevolle elementen bewaard blijven en kon men achter de gevels toch overgaan tot de modernisering, wat vanaf 1994 nogmaals gebeurde.